# 柴汶河
柴汶河，系山东省境内大汶河上游两个主要支流之一，与牟汶河在岱岳区大汶口镇汇合为大汶河。流经古柴城北而名。发源在沂源县山区，流经新泰市、宁阳县和岱岳区。由良庄镇石楼村进入泰安市，全长116（72英里），落差297（974英尺），流域面积1,944平方（751平方英里）。流域处季风气候区，水文受季节影响大。该河季节性强，夏季水位高，春季多断流。1918年有最大洪峰流量4,900立方每秒（170,000立方英尺每秒），历史记录最大流量4,600立方每秒（160,000立方英尺每秒），平均流量6.82立方每秒（241立方英尺每秒）。沙底质，年均输沙量3.68×108（8.11×108英磅）。
2007年8月17日，柴汶河水位暴涨，水灌入矿井内，造成华源矿难，181人遇难。